# Kurungdahu
Kurungdahu is een bestuurslaag in het regentschap Pandeglang van de provincie Banten, Indonesië. Kurungdahu telt 1654 inwoners (volkstelling 2010).